# Bohumila Kapplová
Bohumila Kapplová (* 27. září 1944) je bývalá československá vodní slalomářka, kajakářka závodící v kategorii K1.
V rámci československého týmu vybojovala v závodech K1 družstev na mistrovstvích světa tři stříbrné (1965, 1967, 1969) a dvě bronzové medaile (1971, 1975). Startovala též na Letních olympijských hrách 1972, kde v individuálním závodě K1 dojela na osmém místě.